# Brigadas Internacionais
Brigadas Internacionais é um conjunto de unidades militares compostas por voluntários estrangeiros que durante a Guerra Civil Espanhola lutaram do lado da República.
Combateram em Espanha mais de 40 000 brigadistas, o maior contingente veio da França e da Alemanha, mas vieram voluntários de todas as partes do mundo, entre os quais portugueses e brasileiros.
As Brigadas Internacionais perderam cerca de 10 000 voluntários em combate.
Em 26 de janeiro de 1996 as Cortes concederam a todos os brigadistas ainda vivos a cidadania espanhola, cumprindo uma promessa feita pela República mais de 60 anos antes.

## Origem

Selo postal de 1966

Desde o início da luta armada, que vários voluntários estrangeiros se apresentavam nas fronteiras espanholas para lutar contra as tropas de Franco. Na sua maioria eram integrados nas milícias dos vários intervenientes, sem nenhum enquadramento especial.
A forte componente ideológica da guerra civil, atraía um enorme espectro de gente, tão variada na sua experiência de vida e política, como de nacionalidade. Com o envio do corpo expedicionário italiano e alemão (Corpo Truppe Volontarie e Legião Condor respetivamente), surge na Internacional Comunista, em 1936, a ideia de criar uma unidade onde os estrangeiros se pudessem alistar e lutar na defesa da República; esta oficialmente autoriza a criação de uma unidade de Brigadas Internacionais a 22 de outubro de 1936.
Fundada em Albacete onde iria ter o seu comando-geral e sede, dada a sua localização estratégica, equidistante de ambas as frentes (Madrid e Andaluzia), estava igualmente bem servida por uma rede viária e ferroviária tanto com a capital como com os portos de Alicante e Cartagena, facilitando a chegada, e o envio, de homens e material.
O enquadramento legal das Brigadas é feito pelo decreto do Ministro da Guerra Indalecio Prieto na Gaceta de Madrid, a 27 de setembro de 1937.
Os voluntários eram encaminhados por várias instituições, na sua maioria ligadas aos Partidos Comunistas, até Paris, onde eram processados inicialmente, e depois enviados por via terrestre para Perpignan, Figueras e Barcelona. Outra para fazer entrar os voluntário era a marítima, geralmente a partir do porto de Marselha até Valencia, Alicante e Cartagena. Em ambos os casos o resto da viagem até Albacete era feita por comboio.
O primeiro grupo oficial de brigadistas chegou a Albacete a 14 de outubro de 1936, que desfilou pela cidade, e foi alvo de uma calorosa recepção. A partir dessa data chegaram nos primeiros tempos cerca de mil brigadistas semanalmente. Este número foi diminuindo ao longo da guerra.
Os voluntários foram inicialmente albergados em casas particulares, abandonadas pelos seu proprietários, ou requisitadas aos elementos identificados como simpatizantes de Franco; rapidamente o elevado número de voluntários esgotou a capacidade de alojamento, e foram enviados para povoações próximas para receberem a sua formação militar e política.
À frente das Brigadas Internacionais estava um comité cosmopolita constituído por Luigi Longo e Giuseppe di Vittorio (italianos), André Marty, Vital Gayman, Rouqués e Robière (franceses); Hans (alemão), Wisniewski (polaco) e Kalmanovitchirían (jugoslavo).
Em Albacete, para além da recepção e formação, funcionavam também os serviços conexos, tais como a Intendência, Serviço de Saúde - com o hospital e ambulâncias para dar apoio aos feridos das duas frentes -, administração, serviço de transportes, serviço de propaganda, correios e justiça militar. Estes último organismo irá ter um papel tristemente célebre.
Tanto para controlar as eventuais fugas de informação militar sensível, como para que não saíssem informações que não fossem de acordo com as diretivas do comité, o serviço de correio criou em Albacete uma direção central responsável pela censura das cartas enviadas e recebidas. O serviço de Justiça, que criou três prisões próprias e dois campos de reeducação, a par de uma polícia e tribunais internos, para controlar e reprimir não só eventuais agentes infiltrados, mas também os próprio Brigadistas. As ações disciplinares, muitas vezes arbitrárias, com execuções sumárias, foram um dos aspetos mais negros da história das Brigadas.
Se à maioria dos voluntário não faltava a vontade de lutar, os seus conhecimentos e treino militar era, na maioria dos casos, escasso. De uma forma geral, os voluntários germânicos eram os melhores preparados, uma vez que para além de muitos terem combatido na Primeira Guerra Mundial, vinham de anos de combates de rua com as milícias fascistas e nazistas. Em finais de outubro 1936 havia cerca de 3 000 brigadistas na Base de Albacete. Na realidade estavam distribuídos pela povoações próximas de Casas Ibáñez, Mahora, Madrigueras, Tarazona de la Mancha, Fuentealbilla, Almansa, Chinchilla, La Roda, Valdeganga, Quintanar de la República (actualmente del Rey) e Villanueva de la Jara, onde recebiam a formação militar. Logo no mês seguinte a instrução foi completada, com a criação da Escuela Militar Superior, localizada em Pozo-Rubio, a 20 km de distância, para os oficiais.

## Em combate

Bandeira das Brigadas Internacionais

As primeiras Brigadas Internacionais foram integradas no Exército Republicano com a numeração que ia da XI à XV Brigada.
A XI Brigada, formada por cerca de 2 200 homens foi colocada nos finais de Outubro em Tarazona de la Mancha (alemães, austríacos e jugoslavos), em La Roda (franceses e belgas), Madrigueras (italianos) e Mahora (búlgaros e polacos). Apesar da sua débil formação militar, tinha passado pouco mais de uma semana, foram enviados para defender Madrid da ofensiva do exército nacionalista de Franco. A XII Brigada, que estava em Madrigueras e La Roda, igualmente mal preparada, marchou para a frente de Madrid a 10 de Novembro à noite. A XIII Brigada, que recebeu formação em Tarazona de la Mancha, Mahora, Villanueva de la Jara e Quintanar de la República, seguiu sob o comando de Gómez, para a frente de Teruel. A XIV Brigada foi formada durante Dezembro, sob o comando do general Walter, e era composta por dois batalhões de infantaria, três companhias de metralhadoras, uma de cavalaria e uma de engenharia. Com base em Madrigueras, Mahora e Casas Ibáñez, recebeu ordens de marcha a 23 de Dezembro para a frente da Andaluzia, para participar nas ações contra a ofensiva nacionalista contra Jaén, que tinha começado poucos dias antes. A XV Brigada, formada por ingleses, norte-americanas, canadianas, franceses e belgas, reforçada por dois batalhões de espanhóis, estava operacional no final de Janeiro de 1937, tendo avançado para a frente do Jarama.
A coragem debaixo de fogo, e o espírito combativo das Brigadas foi reconhecido por todos os intervenientes nos combates, mas com um custo elevado, que a diminuição de voluntários estrangeiros ao longo de 1938, não chegava para colmatar, tendo a República optado por passar a alistar também espanhóis.
As Brigadas participaram nas ofensivas mais importantes de 1938, nas frentes de Teruel e Madrid, e na Batalha do Ebro.

## A dissolução

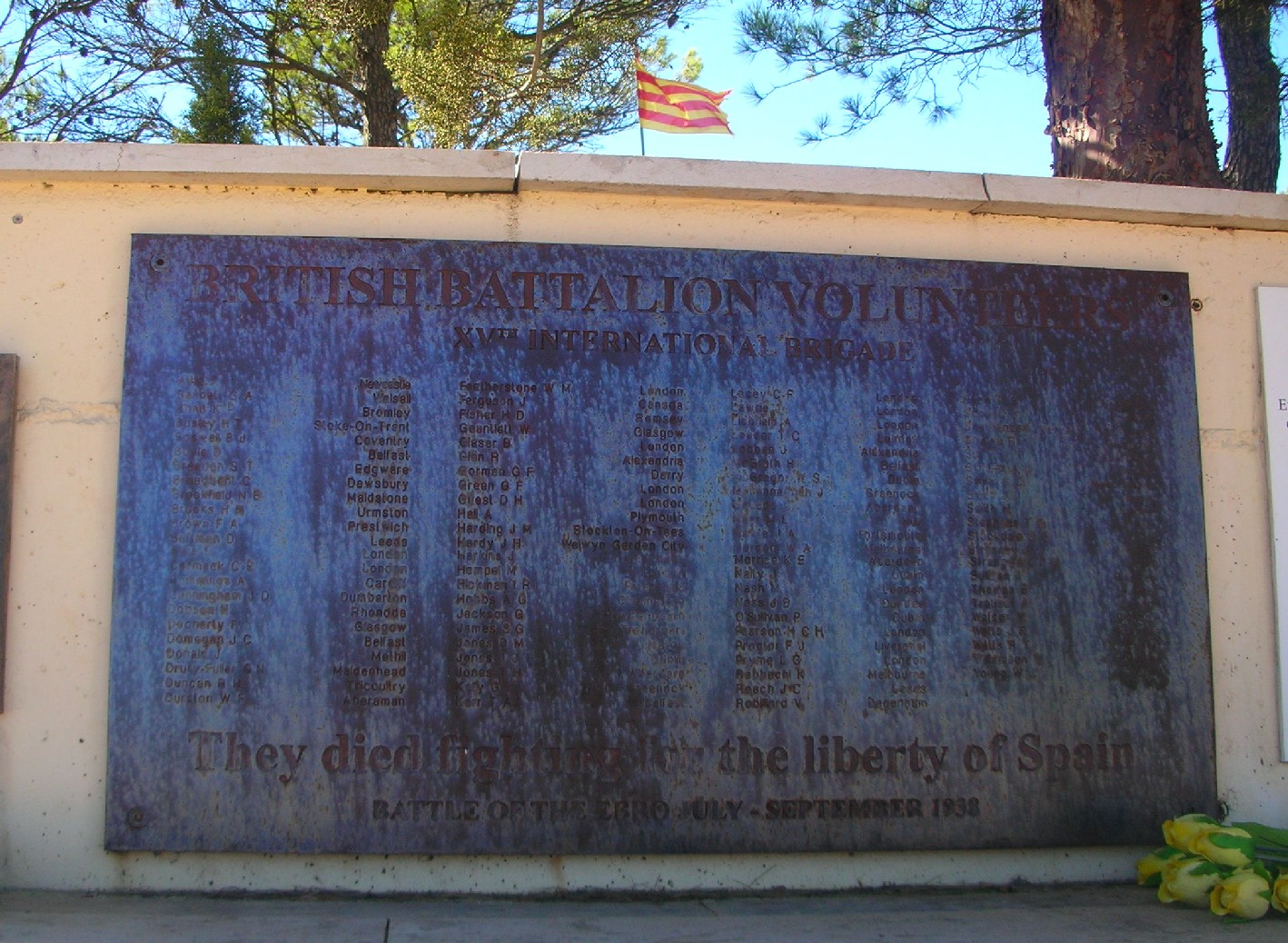
Placa em homenagem aos soldados voluntários britânicos caídos que morreram na Batalha do Ebro defendendo a República Espanhola no monumento da cota 705.

No outono de 1938 a República apresentou uma proposta para a saída de todos os combatentes estrangeiros ao Comité de Não Intervenção. A proposta incluía também os estrangeiros do lado franquista, mas só os Brigadistas abandonaram a Espanha em Novembro de 1938.
Atravessando a fronteira com a França nos Pirenéus, foram internados em campos de concentração, antes de serem repatriados. Contudo para a maioria dos ex-combatentes regressar ao seu país de origem não era uma opção, tal como sucedia com os alemães, italianos, e mesmo portugueses, cujos governos desses países apoiavam política e militarmente Franco, e onde seriam no mínimo presos. Muitos evadiram-se e regressaram a Espanha para combater.
Em outros casos, como os suíços, ou norte-americanos, não eram bem vindos, senão mesmo suspeitos de não terem sido bons comunistas, como no caso dos combatentes soviéticos.
Para os combatentes dos outros países europeus o regresso foi de forma geral tranquilo; contudo em breve com a ocupação alemã da Europa durante a Segunda Guerra Mundial, muitos deles foram posteriormente perseguidos pela GESTAPO e as polícias colaboracionistas dos países ocupados. No caso dos alemães e austríacos, muitos encontram a morte no regresso ao seu países de origem quando o Governo de Vichy os extraditou para a Alemanha Nazi.

## Distribuição dos Brigadistas por país
- 26% da França, 9,1% da Polónia, 8,6% da Itália (antifascistas), 7,25% da Alemanha (antifascistas), 6,52% dos Estados Unidos, 5,9% da Inglaterra, 5,2% da Bélgica, 5,1% da Checoslováquia, 3,6% da Hungria, 2,54% da Jugoslávia, 2,5% da Áustria, 1,7% dos Países Baixos, 1,4% do Canadá, 1,25% da Bulgária, 1,13% da Roménia, 1,0% da Suécia.

Voluntários de outros países – Abissínia, África do Sul, Albânia, Andorra, Argélia, Argentina, Austrália, Bolívia, Brasil, Chile, Cuba, Dinamarca, Equador, Estónia, Filipinas, Finlândia, Grécia, Guatemala, Haiti, Honduras, Índia, Indochina, Irlanda, Islândia, Israel (diáspora), Jamaica, Letónia, Lituânia, Luxemburgo, Marrocos, México, Mongólia, Montenegro, Nicarágua, Noruega, Paraguai, Peru, Portugal, Porto Rico, San Marino, República Dominicana, Síria, Tânger, Turquestão, Turquia, Ucrânia, União Soviética, Uruguai e Venezuela.

## Unidades
Nos primeiros tempos os voluntários estrangeiros de várias nacionalidades eram agrupados em unidades mistas, sem preocupações de língua. Esta situação revelou-se uma fraqueza para a operacionalidade, pois causava enormes problemas de comunicação. Assim, optou-se por reagrupar os Brigadistas por nacionalidades, ou por língua. Estas unidades rapidamente optaram por se auto intitularem com nomes de relativos às suas origem; os americanos criaram o batalhão Lincoln, os alemães a Thaleman, etc. Paralelamente a esta designação, ao serem integradas no Exército Republicano, que à data já tinha X Brigadas Mistas, recebiam a sua designação oficial, que se utiliza na lista seguinte:
XI BRIGADA
- Formada em Outubro de 1936
- 1º Batalhão "Edgar André". Alemães
- 2º Batalhão "Commune de Paris". Franco-Belgas. Posteriormente passaram para a XIV
- 3º Batalhão "Dabrowski". Polacos, húngaros e jugoslavos. Posteriormente passaram para a XII, XII e 150

XII BRIGADA
- Formada em Novembro de 1936

Bandeira do Batalhão italiano "Garibaldi" - 12ª brigada Internacional

- 1º Batalhão "Thaelmann". Alemães. Posteriormente passaram para a XI
- 2º Batalhão "Garibaldi". Italianos
- 3º Batalhão "André Marty". Franco-Belgas. Posteriormente passaram para a 150, XII e XIV

XIII BRIGADA
- Formada em Dezembro de 1936
- 1º Batalhão "Louise Michel". Franco-Belgas. Posteriormente passaram para a XIV
- 2º Batalhão "Chapiaev". Balcânicos. Posteriormente passaram para a 129
- 3º Batalhão "Henri Vuillemin". Franceses. Posteriormente passaram para a XIV
- 4º Batalhão "Miskiewicz Palafox". Polacos

XIV BRIGADA
- 1º Batalhão "Nuevas Naciones". Posteriormente passaram para a "Comuna de Paris"
- 2º Batalhão "Domingo Germinal". Anarquistas espanhóis
- 3º Batalhão "Henri Barbusse". Franceses
- 4 Batalhão "Pierre Brachet". Franceses

XV BRIGADA
- Formada em Fevereiro de 1937
- 1º Batalhão "Dimitrov". Jugoslavos. Posteriormente passaram para a 150 como 3º Batalhão e depois para a XIII
- 2º Batalhão. Britânicos
- 3º Batalhão. "Lincoln", "Washington", "Mackenzie-Papineau". Norte-Americanos e Canadianos
- 4º Batalhão "6 de Febrero". Franceses. Posteriormente passaram para a XIV

150 BRIGADA
- Formada em Junho-Julho de 1937
- 1º Batalhão "Rakosi". Húngaros

129 BRIGADA
- 1º Batalhão. "Magaryk". Checoslovacos. Adscrito à 45ª Divisão
- 2º Batalhão "Dayachovitch". Búlgaros
- 3º Batalhão "Dimitrov". Balcánicos.